# Putsch à Ouagadougou
Putsch à Ouagadougou est le 76e roman de la série SAS, écrit par Gérard de Villiers et publié en 1984 dans la collection Plon (Presses de la Cité). Comme tous les SAS parus au cours des années 1980, le roman a été édité lors de sa publication en France à 100 000 exemplaires.
L'action se déroule courant 1984 à Ouagadougou au Burkina Faso.
Malko Linge est chargé d'organiser discrètement une opération de renversement du pouvoir en place.

## Personnages principaux

### Américains et alliés
- Malko Linge : héros du roman, Autrichien, agent contractuel de la CIA.
- Chris Jones et Milton Brabeck : agents spéciaux de la CIA.
- Eddie Cox : chef de poste de la CIA à Ouagadougou.

### Autres personnages
- Éliane
- Colonel Ouedraengo
- Emmanuel Bangaré
- Georges Vallos

## Résumé

### Début du roman
L'action se déroule en 1984, en Haute-Volta (ancien nom du Burkina Faso). L'année précédente, le capitaine Thomas Sankara a renversé le régime favorable à l'Occident et installé un régime socialiste pro-soviétique. 
Les États-Unis, les États africains limitrophes et les chefs coutumiers locaux voient d'un mauvais œil le nouveau régime. La population locale est insatisfaite en raison de la crise économique qui sévit dans le pays. La CIA envoie Malko Linge, accompagné de Chris Jones et Milton Brabeck, pour organiser discrètement une opération de renversement du pouvoir en place. Le plan est très simple : remplacer Sankara par le colonel Ouedraengo, réfugié en Côte d'Ivoire. 

### Aventures
Lorsque Malko et ses collègues arrivent à Ouagadougou, ils sont témoins d'un meurtre horrible : un opposant au régime est ligoté, aspergé d'essence et incendié vif. Après avoir rencontré le chef d'antenne local, Eddie Cox, Malko se met au travail : il doit recevoir des renseignements importants d'un expatrié, Georges Vallos. Celui-ci refuse de participer au coup d'État et Malko est obligé d'user de violence à son égard. Par la suite, un des hommes payés par Georges Vallos est repéré par les hommes d'Emmanuel Bangaré, chef de la police politique du régime. 
L'homme est torturé au chalumeau et avoue le rôle de Georges Vallos, avant d'être assassiné. Georges Vallos, fait prisonnier à son tour et interrogé, menacé d'être dévoré par des crocodiles, avoue tout, puis est sommé de jouer le rôle d'agent double auprès de Malko et de « l'intoxiquer ». Lorsque celui-ci a connaissance des informations de Georges Vallos, il maintient le projet de coup d'État. Évidemment la tentative de renversement du régime est un échec total : le colonel Ouedraengo est blessé et fait prisonnier, ses troupes sont décimées, tandis que Malko est lui-aussi fait prisonnier. Chris Jones et Milton Brabeck, réfugiés chez Éliane, une jeune femme qui est tombée amoureuse de Malko, ne savent que faire. Une information recueillie par Éliane auprès de Georges Vallos (après qu'elle eut couché avec lui) permet de savoir où est exactement détenu Malko. Chris et Jones vont délivrer Malko ; Emmanuel Bangaré est tué dans le coup de main. À ce stade, le coup d'État est un échec total, mais comment quitter le pays, et même la ville de Ouagadougou ? 

### Fin du roman
Après avoir délivré le colonel Ouedraengo à l'hôpital, Malko et ses amis s'enfuient de la capitale depuis l'aéroport, dans un petit avion. L'avion se dirige vers la frontière en direction d'un aérodrome provincial abandonné près de Gorum-Gorum où un Hercules C-130 de l'armée américaine doit récupérer le petit groupe. Les fuyards doivent quitter l'avion dont les instruments de bord sont déréglés et qui doit faire face à la menace d'une tempête de sable, et continuer en jeep. Pourchassés par les forces de Sankara, ils doivent la vie sauve à la tempête de sable et peuvent rejoindre l'Hercules C-130 providentiel. Mais au moment de monter dans l'avion, le colonel Ouedraengo meurt dans les bras de Malko.